# Opharus subflavus
Opharus subflavus är en fjärilsart som beskrevs av De Toulgoët 1981. Opharus subflavus ingår i släktet Opharus och familjen björnspinnare. Inga underarter finns listade i Catalogue of Life.